# Disputed Passage
 Disputed Passage és una pel·lícula estatunidenca dirigida per Frank Borzage, estrenada el 1939.

## Argument
Els estudis mèdics d'un doctor són amenaçats per la seva infatuació amb una noia xinesa. La noia retorna a la Xina, però les complicacions recomencen quan se'l troba a Nanking durant un bombardeig japonès.

## Repartiment
- Dorothy Lamour: Audrey Hilton
- Akim Tamiroff: Dr. 'Tubby' Foster
- John Howard: John Wesley Beaven
- Judith Barrett: Winifred Bane
- William Collier Sr.: Dr. William Cunningham
- Victor Varconi: Dr. LaFerriere
- Gordon Jones: Bill Anderson
- Keye Luke: Andrew Abbott
- Elisabeth Risdon: Sra. Cunningham
- Steve Pendleton: Lawrence Carpenter

## Crítica
Adaptació d'una novel·la de Lloyd C. Douglas ("Sublime obsessió", "La túnica agrada"), en la que s'il·lustraven conflictes professionals i sentimentals entre metges amb diverses concepcions, des de l'abnegada fins a la materialista. Està resolta amb la precisió pròpia del seu director, però li va mancar l'alè romàntic que va inspirar el millor de la seva obra.